# Rozdroże Izerskie
Rozdroże Izerskie (česky Jizerské rozcestí) je horská polana nalézající se v nadmořské výšce 767 m v Jizerských horách v jihozápadním Polsku.

## Lokalita
Polana se nachází ve středovýchodní části Jizerských hor, na severní straně hory Wysoka Kopa, nejvyššího vrcholu Jizerských hor ležící mezi Vysokým hřebenem a Kamenickým hřbetem, asi 8,7 km jihovýchodně od městečka Świeradów-Zdrój.
Jizerské rozcestí je široké rozsochaté horské sedlo, hluboce zaříznuté do gneissového podloží Jizerských hor, s mírnými stoupáními a strmými úbočími. Spojuje Vysoký hřeben Jizerských hor na jižní straně s Kamenickým hřbetem na straně severní a tvoří rozvodí mezi povodími řek Kwisa a Mała Kamienna. V centrálním bodě Jizerské křižovatky se nachází rozsáhlá louka a další okolí křižovatky je porostlé nižším jehličnatým smrkovým lesem. Je zde také křižovatka turistických cest a křižovatka lesních cest spojující Vysoký hřeben s Kamenickým hřbetem. Prochází tudy silnice č. 404, známá jako Sudecká cesta vedoucí ze Szklarské Poręby přes Zakręt Śmierci do Świeradowa-Zdroju.
Na rozcestí u Jizery stávala horská bouda Ludwigsbaude, v níž byla v 19. století půjčovna jezdeckých koní a lektorská vrátnice. V roce 1912 chata vyhořela, ale byla znovu postavena. V provozu byla i po druhé světové válce jako chata Leśna. Později byla přeměněna na středisko pro prevenci tuberkulózy u dětí. Poté sloužila jako (jen částečně využívaná) ubytovna pro dřevorubce. Budova pak stála prázdná a byla určena k demolici, k níž nakonec došlo v červenci 2013.

## Turistické trasy
- modrá značka – niebieski szlak z Sępiej Góry na Zimną Przełęcz.
- žlutá značka – z Rębiszowa do Rozdroża pod Kopą
- zelená značka – do Rozdroża pod Zwaliskiem.

Jizerské rozcestí nabízí vyhlídku na hřebeny Jizerských hor a Jizerské pahorkatiny s dolem "Stanisław".